# Острожац на Уни
Острожац на Уни је насељено мјесто у граду Цазину, Босна и Херцеговина.

## Становништво
|             | 2013.        | 1991.         |
| Укупно      | 100 (100,0%) | 136 (100,0%)  |
| Бошњаци     | 88 (88,00%)  | 130 (95,59%)1 |
| Хрвати      | 6 (6,000%)   | –             |
| Босанци     | 6 (6,000%)   | –             |
| Југословени | –            | 6 (4,412%)    |

1. 1 На пописима од 1971. до 1991. Бошњаци су пописивани углавном као Муслимани.